# Herménégilde Chiasson

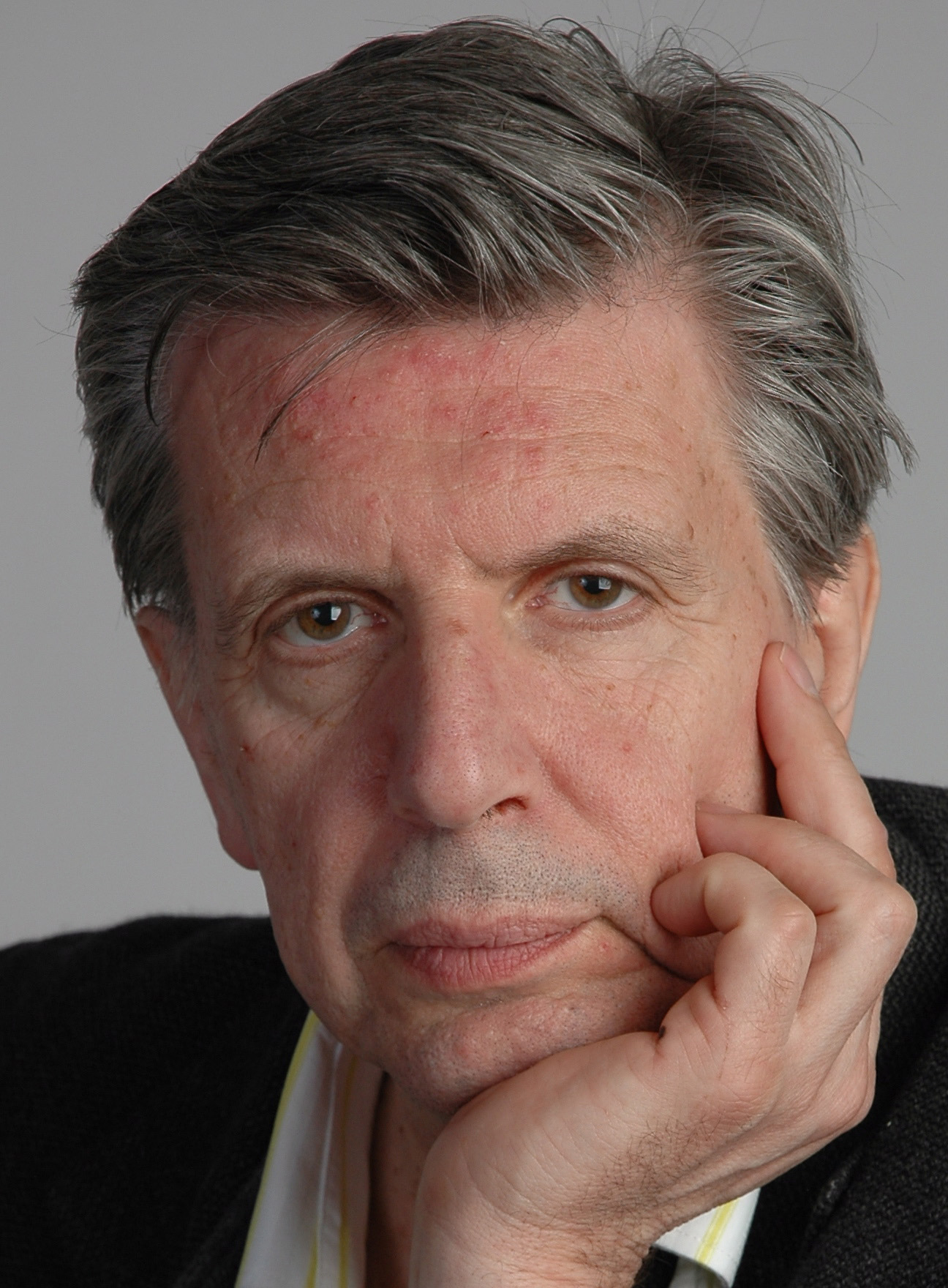
Herménégilde Chiasson

Herménégilde Chiasson, ONB (* 7. April 1946 in Saint-Simon, New Brunswick) ist ein kanadischer Künstler. Er gehört zu den bedeutendsten Künstlern der französischsprachigen Minderheit der Akadier. Unter anderem war er als Dichter, Schriftsteller, Film- und Theaterregisseur, Fotograf und als Drehbuchautor tätig. Von August 2003 bis September 2009 war Chiasson Vizegouverneur der Provinz New Brunswick und repräsentierte als solcher das Staatsoberhaupt, Königin Elisabeth II., auf Provinzebene.

## Biografie
Chiasson hat fünf universitäre Abschlüsse: Bachelor an der Université de Moncton (1967) und der Mount Allison University (1972), Master an der Sorbonne (1975) und der State University of New York (1981) sowie Doktorat an der Sorbonne (1983). Von 1968 bis 1985 war er mit Unterbrechungen bei Radio-Canada tätig. Während dieser Zeit realisierte er zahlreiche kulturelle Radio- und Fernsehsendungen, auch leitete er mehrere kulturelle Institutionen in New Brunswick. Ab 1988 war er Professor für Kunstgeschichte und Cinematografie an der Université de Moncton.
Neben seiner beruflichen Tätigkeit bei Radio, Fernsehen und an der Universität verfolgte Chiasson seine eigene künstlerische Laufbahn. Er schrieb mehrere Gedichtbände und Theaterstücke, außerdem war er Produzent und Regisseur von 20 Filmen, die sich hauptsächlich mit der Kultur und Geschichte der Akadier befassen. Chiasson erhielt mehrere Auszeichnungen, darunter den Prix France-Acadie, den Ordre des francophones d'Amérique, den Grand Prix de la francophonie canadienne und den Ordre des Arts et des Lettres. 1999 verlieh ihn die Université de Moncton den Ehrendoktortitel.
Am 26. August 2003 wurde Chiasson durch Generalgouverneurin Adrienne Clarkson und auf Vorschlag von Premierminister Paul Martin zum Vizegouverneur von New Brunswick ernannt. Martins Nachfolger Stephen Harper gab im April 2008 die Verlängerung von Chiassons fünfjähriger Amtszeit um ein Jahr bekannt. Grund war die Ausrichtung des Akadischen Weltkongresses im August 2009. Das Amt des Vizegouverneurs übte er bis zum 30. September 2009 aus. 2010 wurde er zum Mitglied der Royal Society of Canada ernannt.

## Werke

### Lyrik
| - Mourir à Scoudouc (1974) - Rapport sur l’état de mes illusions (1976) - Précis d’intensité (1985) - Prophéties (1986) - Vous (1991) - Existences (1991) - Vermeer (1992) - Miniatures (1995) - Climats (1996) | - Conversations (1998) - Actions (2000) - Brunante (2000) - Légendes (2000) - L’oiseau tatoué (2003) - Répertoire (2003) - Parcours (2005) - Béatitudes (2007) - Solstices (2009) |

### Essays
- L’événement Rimbaud (1991)
- Pour une culture de l’injure (1999)

### Theater
- Becquer Bobo (1976)
- Au plus fort la poche (1977)
- Au pays des côtes (1978)
- Atarelle et les Pakmaniens (1986)
- L’Exil d’Alex (1993)
- Aliénor (1998)
- Laurie ou la vie de galerie (2002)
- Le Christ est apparu au gun club (2005)
- Pierre, Hélène et Michael suivi de Cap Enragé (2012)

### Filme
- Toutes les photos finissent par se ressembler (1985)
- Robichaud (1989)
- Le taxi Cormier (1989)
- Jack Kerouac’s Road: A Franco-American Odyssey (1989)
- Marchand de la mer (1991)
- Acadie à venir (1992)
- Les années noires (1995)
- L’Acadie retrouvée (1995)
- L’épopée (1996)
- Photographies (1999)
- 1604 (2003)